# Ramara
Ramara är en kommun (township) i den kanadensiska provinsen Ontario. Den ligger i Simcoe County, i den sydöstra delen av landet, 290 km väster om huvudstaden Ottawa. Antalet invånare var 9 488 2016.